# Моторесурс
Моторесурс — один з основних технічних параметрів, за допомогою чого дається оцінка довговічності двигуна, машини або транспортного засобу. Під моторесурсом, як правило, розуміється обсяг напрацювання техніки до стану, коли подальша експлуатація неможлива або пов'язана з порушенням вимог технічної безпеки або неприпустимим зниженням ефективності роботи.
Моторесурс транспортного засобу визначається його пробігом у кілометрах, що рахується від початку експлуатації. Моторесурс тракторної техніки та інших видів нетранспортних машин, а також — двигунів внутрішнього згоряння нараховується в годинах праці, а для сільськогосподарських комбайнів — в одиницях зібраного з площі у га. Величина моторесурсу визначається з результатів ресурсних стендових й експлуатаційних випробувань на фактичну довговічність роботи основних деталей та вузлів із урахуванням діючих стандартів системи матеріально-технічного обслуговування. У такому вигляді значення встановлюється нормативно-технічною документацією і є мінімально допустимою величиною моторесурсу; відправка двигуна або машини на плановий капітальний ремонт здійснюється тільки після його остаточного вироблення. Варто, однак, зауважити, що в межах моторесурсу допускається заміна окремих швидкозношуваних деталей та вузлів (траки гусеничних стрічок, вкладиші підшипників, поршневі кільця і т.п.).
Експлуатаційний досвід використання військової техніки дозволяє стверджувати, що певна частина механізмів і технічних пристроїв може функціонувати значно довше встановленого моторесурсу. Врешті, з накопиченням відповідного обсягу статистичної інформації, для нього може бути призначено нове значення. Моторесурс техніки може також змінитися на етапі її проектування за рахунок використання нових конструкторських рішень і технологій. Найбільш повне використання ресурсу технічних засобів забезпечується неухильним проходженням експлуатаційного регламенту та своєчасним технічним діагностуванням вузлів, систем й агрегатів.